# À cause d'elle
Pour plus de détails, voir Fiche technique et Distribution.
À cause d'elle est un long métrage français réalisé par Jean-Loup Hubert en 1993.

## Synopsis
1963, près de Nantes. Antoine rêve de rock 'n' roll et doit repasser son certif pour la deuxième fois. Issu d'une famille modeste, il n'a d'yeux que pour la belle et austère Olivia qui vit chez ses parents dans un château des environs. Un accident de voiture, dont Olivia est en partie responsable, entraîne une hospitalisation prolongée pour Antoine. Pour se faire pardonner, elle se propose de le visiter régulièrement tout en l'initiant à la lecture de Balzac et Stendhal. L'amour d'Antoine grandit mais Olivia reste inaccessible. C'est alors qu'il décide de devenir écrivain. Que se passera-t-il ? Finiront-ils ensemble ?

## Fiche technique
- Titre : À cause d'elle
- Réalisation : Jean-Loup Hubert
- Scénario : Jean-Loup Hubert
- Dialogue : Jean-Loup Hubert
- Photographie : Claude Lecomte
- Production : Ciby 2000
- Durée : 108 minutes
- Format : couleurs
- Date de sortie : 16 juin 1993

## Distribution
- Antoine Hubert : Antoine Hervy
- Olivia Munoz : Olivia Marchand
- Thérèse Liotard : Madame Hervy
- Jean-François Stévenin : Monsieur Hervy
- Ludmila Mikaël : Madame Marchand
- Erick Desmarestz : Monsieur Marchand
- Patrick Catalifo : M. Naud
- Romane Bohringer : Françoise Hervy
- Julien Hubert : Julien Hervy
- Pauline Hubert : Pauline Hervy
- Renaud Ménager : Nicolas
- Julien Courbey : l'enfant hospitalisé